# Piri Mehmed Pacha
Pour les articles homonymes, voir Piri et Pacha.

Piri Mehmed Pacha (?-1533 Silivri) est Grand Vizir de l'Empire Ottoman du temps du Sultan Sélim Ier du 25 janvier 1518 au 27 juin 1523. Son successeur est Pargali Ibrahim Pacha.